# V sieti ťa mám
A V sieti ťa mám a második stúdióalbuma a szlovák énekesnőnek, Kristínának. Megjelenésére 2010. október 18-án került sor Szlovákiában.

## Számok
|     | Cím                                      | Szerző(k)                      | Hossz |
| --- | ---------------------------------------- | ------------------------------ | ----- |
| 1.  | Zatváram oči objímam                     | Martin Kavulič / Kamil Peteraj | 3:51  |
| 2.  | V sieti ťa mám                           | Kavulič / Peteraj              | 3:41  |
| 3.  | Neber mi ľútosť                          | Kavulič / Peteraj              | 3:48  |
| 4.  | Pri oltári                               | Kavulič / Peteraj              | 3:45  |
| 5.  | Horehronie                               | Kavulič / Peteraj              | 3:03  |
| 6.  | Hotel Mama                               | Kristína Peláková / Peteraj    | 3:38  |
| 7.  | Tak si pustím svoj song                  | Kavulič / Peteraj              | 3:12  |
| 8.  | To čo cítim                              | Peláková / Peteraj             | 3:35  |
| 9.  | Stonka                                   | Kavulič / Peteraj              | 3:47  |
| 10. | Anjeli lietajú nízko                     | Kavulič, Peláková / Peteraj    | 3:54  |
| 11. | Raz sa nám vlaky rozídu                  | Kavulič, Peláková / Peteraj    | 3:29  |
| 12. | Krásny smútok ti dám                     | Kavulič, Peláková / Peteraj    | 3:40  |
| 13. | Tajná láska                              | Peláková / Peteraj             | 3:05  |
| 14. | Stonka (akusztikus verzió; bónusz track) | Kavulič / Peteraj              | 3:40  |
| 15. | Vianočná nálada (bónusz track)           | Kavulič / Peteraj              | 3:03  |

## Dalok
A V sieti ťa mám, a Pri oltári, a Horehronie és a Tak si pustím svoj song dalokhoz videóklip is készült.

## Fordítás
Ez a szócikk részben vagy egészben  a   V sieti ťa mám című szlovák Wikipédia-szócikk fordításán alapul.  Az eredeti cikk szerkesztőit annak laptörténete sorolja fel. Ez a jelzés csupán a megfogalmazás eredetét és a szerzői jogokat jelzi, nem szolgál a cikkben szereplő információk forrásmegjelöléseként.